# Zeki Amdouni
Mohamed Zeki Amdouni (Genève, 4 december 2000) is een Zwitsers-Turks-Tunesisch profvoetballer die doorgaans speelt als spits. Na gespeeld te hebben op meerdere niveaus in Zwitserland, tekende hij in juli 2023 voor Burnley FC, dat ongeveer € 18.000.000,- voor hem betaalde aan FC Basel en hem in augustus 2024 voor een jaar verhuurde aan SL Benfica. Amdouni debuteerde in 2022 in het Zwitsers voetbalelftal, waarmee hij deelnam aan het EK 2024.

## Clubcarrière

### Zwitserland
Amdouni speelde in de jeugd van Servette FC, maar daar kon hij in de onder 13 door blessureleed geen wedstrijden meer spelen. Vervolgens ging hij spelen bij Meyrin FC.

#### Étoile Carouge FC
Amdouni vertrok na zijn tijd in Meyrin naar Étoile Carouge FC. In november 2017 debuteerde hij voor Étoile Carouge op 16-jarige leeftijd, toen de club was gedegradeerd naar het vierde niveau. Hij viel vlak voor tijd in bij een 3–0 overwinning op FC Echallens Région. In maart 2018 mocht Amdouni in de basiself starten en maakte hij zijn eerste doelpunt, in de competitie tegen Meyrin FC, waarmee hij bijdroeg aan een 4–3 zege. Een week later verzorgde hij beide treffers van Étoile Carouge FC tegen het tweede elftal van FC Thun (6–2). In het seizoen 2018/19 had hij met 14 doelpunten in 29 wedstrijden een groot aandeel in de promotie van de club naar het derde niveau.

#### FC Stade Lausanne-Ouchy
In 2019 maakte Amdouni de overstap naar het profvoetbal bij FC Stade Lausanne-Ouchy, dat het seizoen daarvoor kampioen was geworden van het derde niveau en dus gepromoveerd naar het tweede niveau. Daarvoor debuteerde hij op 20 juli 2019, als invaller in het met 2–1 verloren competitieduel tegen Grasshoppers. Op 4 augustus 2019 maakte hij zijn eerste twee doelpunten voor FC Stade Lausanne-Ouchy in het 3–3 gelijkspel tegen FC Vaduz. In de competitiewedstrijd tegen FC Chiasso op 21 september 2019 kreeg Amdouni vlak na de rust twee gele kaarten en dus een rode kaart. Het wegens de coronacrisis uitgestelde slot van de competitie moest hij missen door een blessure. De club eindigde als zevende in de competitie. In het daaropvolgende seizoen hielp Amdouni zijn club met elf doelpunten naar een derde plaats in de competitie.

#### FC Lausanne-Sport
In 2021 stapte Amdouni over naar FC Lausanne-Sport, dat het seizoen daarvoor als zesde was geëindigd op het hoogste niveau. Hij debuteerde voor zijn nieuwe club op 24 juli 2021, als basisspeler bij een 1–2 nederlaag tegen FC St. Gallen. Zijn eerste doelpunt voor FC Lausanne-Sport maakte hij op 22 augustus 2021. Het was de gelijkmaker tegen FC Basel (2–2). Op 3 april 2022 maakte Amdouni zijn eerste hattrick. Doordat FC Lausanne-Sport die dag met 4–1 won van Servette FC, werd een reeks van dertien competitiewedstrijden zonder overwinning beëindigd. De hattrick was een reeks van vijf wedstrijden waarin Amdouni in totaal acht keer scoorde. Toch won de club in het hele competitieseizoen slechts vier keer en eindigde het onderaan.

#### FC Basel
In juni 2022 werd Amdouni door FC Lausanne-Sport voor twee jaar verhuurd aan FC Basel, dat een optie tot koop had. Amdouni debuteerde voor FC Basel met een basisplaats tegen FC Winterthur. Vijf dagen later maakte hij zijn internationale debuut in de voorronden van de UEFA Europa Conference League tegen Crusaders FC. Die wedstrijd werd met 2–0 gewonnen en Amdouni kwam in de tweede helft binnen de lijnen voor Dan Ndoye. Amdouni maakte op 28 augustus 2022 zijn eerste doelpunt namens FC Basel, bij een 2–4 zege op de regerend kampioen FC Zürich. Hij had niet gescoord in de voorronden en de groepsfase van de UEFA Europa Conference League, maar hij scoorde zeven keer in de knock-outfase, waaronder in beide wedstrijd van het na een verlenging verloren tweeluik tegen ACF Fiorentina in de halve finales. Daarmee eindigde hij gedeeld met Arthur Cabral als topscorer van het toernooi. Bovendien schoot hij raak in de penaltyserie tegen Slovan Bratislava in de achtste finales. In de competitie scoorde Amdouni twaalf keer en eindigde FC Basel als tweede. Op 2 mei 2023 ondertekende Amdouni een vierjarig contract bij FC Basel, dat gebruikmaakte van de optie tot koop.

### Burnley FC
Amdouni ondertekende op 19 juli 2023 een vijfjarig contract bij Burnley FC, dat het seizoen daarvoor als kampioen van de EFL Championship was gepromoveerd naar de Premier League en zo'n € 18 miljoen betaalde aan FC Basel. Hij debuteerde voor zijn nieuwe club op 11 augustus 2023, als basisspeler in het competitieduel dat met 0–3 verloren werd van Manchester City. Zijn eerste doelpunt in Engeland volgde op 18 september 2023, toen hij het openingsdoelpunt maakte bij een 1–1 gelijkspel op bezoek bij Nottingham Forest. Burnley FC degradeerde dat seizoen uit de Premier League.

#### Verhuur aan SL Benfica
Op 29 augustus 2024 werd bekendgemaakt dat Amdouni door Burnley FC voor een seizoen werd verhuurd aan SL Benfica, dat een optie tot koop bedwong. Hij debuteerde in Portugal op 14 september 2024, als vervanger van Benjamín Rollheiser in een met 4–1 gewonnen wedstrijd tegen Santa Clara in de Primeira Liga. Vijf dagen later kwam hij in de slotfase binnen de lijnen voor Vangelis Pavlidis in de uitwedstrijd tegen Rode Ster Belgrado (1–2 winst), waarmee hij voor het eerst in actie kwam in de UEFA Champions League. Amdouni maakte zijn eerste doelpunt voor SL Benfica op 28 september 2024, in het competitieduel met Gil Vicente dat met 5–1 gewonnen werd. Hij maakte op 27 november 2024 zijn eerste doelpunt in de UEFA Champions League, waarmee hij bijdroeg aan een 2–3 zege op AS Monaco. Op 11 januari 2025 hielp hij zijn team aan het winnen van de Taça da Liga door zijn strafschop te benutten in de penaltyserie tegen stadsgenoot Sporting CP in de finale.

## Clubstatistieken
| Seizoen         | Club                 | Land                 | Competitie       | Competitie | Competitie | Beker | Beker | Internationaal | Internationaal | Totaal | Totaal |
| Seizoen         | Club                 | Land                 | Competitie       | Wed.       | Dlp.       | Wed.  | Dlp.  | Wed.           | Dlp.           | Wed.   | Dlp.   |
| --------------- | -------------------- | -------------------- | ---------------- | ---------- | ---------- | ----- | ----- | -------------- | -------------- | ------ | ------ |
| 2017/18         | Étoile Carouge       | Vlag van Zwitserland | 1. Liga          | 13         | 4          | 1     | 0     | —              | —              | 14     | 4      |
| 2018/19         | Étoile Carouge       | Vlag van Zwitserland | 1. Liga          | 25         | 10         | 2     | 2     | 4              | 4              | 31     | 16     |
| 2019/20         | Stade Lausanne-Ouchy | Vlag van Zwitserland | Challenge League | 24         | 3          | 3     | 1     | —              | —              | 27     | 4      |
| 2020/21         | Stade Lausanne-Ouchy | Vlag van Zwitserland | Challenge League | 32         | 11         | 1     | 0     | —              | —              | 33     | 11     |
| 2021/22         | Lausanne-Sport       | Vlag van Zwitserland | Super League     | 34         | 12         | 4     | 3     | —              | —              | 38     | 15     |
| 2022/23         | → FC Basel           | Vlag van Zwitserland | Super League     | 32         | 12         | 3     | 3     | 17             | 7              | 52     | 22     |
| 2023/24         | Burnley FC           | Vlag van Engeland    | Premier League   | 34         | 5          | 3     | 1     | —              | —              | 37     | 6      |
| 2024/25         | Burnley FC           | Vlag van Engeland    | Championship     | 2          | 1          | 0     | 0     | —              | —              | 2      | 1      |
| 2024/25         | → SL Benfica         | Vlag van Portugal    | Primeira Liga    | 24         | 7          | 8     | 1     | 11             | 1              | 43     | 9      |
| Carrière totaal | Carrière totaal      | Carrière totaal      | Carrière totaal  | 220        | 65         | 25    | 11    | 32             | 12             | 277    | 88     |

Bijgewerkt tot en met het seizoen 2024/25.

## Interlandcarrière

### Junioren
Amdouni groeide in Zwitserland op met een Turkse vader en een Tunesische moeder. Hij speelde in november 2019 twee wedstrijden voor Zwitserland onder 20, beide keren als invaller. In maart 2021 speelde hij eenmalig voor Turkije onder 21, in een oefeninterland tegen Servië. Twee maanden later verkoos Amdouni een interlandcarrière bij Zwitserland boven een interlandcarrière bij Turkije of Tunesië. Hij debuteerde voor Zwitserland onder 21 in de oefeninterland tegen Ierland in mei 2022. Amdouni werd in juni 2023 door Patrick Rahmen opgenomen in de Zwitserse selectie voor het EK onder 21 in Roemenië en Georgië. Hij scoorde op dat toernooi tweemaal, waaronder een gelijkmaker in de blessuretijd in de kwartfinale tegen Spanje, dat na een verlenging toch won.

### Senioren
Onder leiding van Murat Yakin debuteerde Amdouni in 27 september 2022 in het Zwitsers voetbalelftal door Ruben Vargas te vervangen in de met 2–1 gewonnen wedstrijd tegen Tsjechië in de UEFA Nations League. Hij werd echter niet geselecteerd voor het WK 2022 in Qatar in november. Hij maakte op 25 maart 2023 zijn eerste interlanddoelpunt, tegen Wit-Rusland in de EK-kwalificatie (0–5), nadat hij daarvoor het veld in was gekomen voor Renato Steffen. Drie dagen later tegen Israël kreeg Amdouni voor het eerst een basisplaats en scoorde hij wederom. Hij scoorde in de eerste vier wedstrijden van de EK-kwalificatie vijf keer. In het restant van de kwalificatiereeks scoorde hij nog één keer, tegen Wit-Rusland. Zwitserland plaatste zich als nummer 2 in groep I rechtstreeks voor het eindtoernooi in Duitsland. Amdouni werd op 7 juni 2024 door Yakin opgenomen in de Zwitserse selectie voor het toernooi. Zwitserland werd in de kwartfinales uitgeschakeld. Amdouni kwam op het toernooi vier keer als invaller in actie en benutte in de kwartfinale zijn strafschop in de penaltyserie tegen Engeland.
| Interlands van Zeki Amdouni voor Zwitserland | Interlands van Zeki Amdouni voor Zwitserland | Interlands van Zeki Amdouni voor Zwitserland | Interlands van Zeki Amdouni voor Zwitserland | Interlands van Zeki Amdouni voor Zwitserland | Interlands van Zeki Amdouni voor Zwitserland |
| №                                            | Datum                                        | Wedstrijd                                    | Uitslag                                      | Competitie                                   | Goals                                        |
| 5                                            | Als speler van FC Basel                      | Als speler van FC Basel                      | Als speler van FC Basel                      | Als speler van FC Basel                      | 5                                            |
| -------------------------------------------- | -------------------------------------------- | -------------------------------------------- | -------------------------------------------- | -------------------------------------------- | -------------------------------------------- |
| 1                                            | 27 september 2022                            | Zwitserland – Tsjechië                       | 2 – 1                                        | UEFA Nations League 2022/23                  |                                              |
| 2                                            | 25 maart 2023                                | Wit-Rusland – Zwitserland                    | 0 – 5                                        | Kwalificatie EK 2024                         | 65'                                          |
| 3                                            | 28 maart 2023                                | Zwitserland – IJsland                        | 3 – 0                                        | Kwalificatie EK 2024                         | 48'                                          |
| 4                                            | 16 juni 2023                                 | Andorra – Zwitserland                        | 1 – 2                                        | Kwalificatie EK 2024                         | 32'                                          |
| 5                                            | 19 juni 2023                                 | Zwitserland – Roemenië                       | 2 – 2                                        | Kwalificatie EK 2024                         | 28' 41'                                      |
| 14                                           | Als speler van Burnley FC                    | Als speler van Burnley FC                    | Als speler van Burnley FC                    | Als speler van Burnley FC                    | 2                                            |
| 6                                            | 9 september 2023                             | Kosovo – Zwitserland                         | 2 – 2                                        | Kwalificatie EK 2024                         |                                              |
| 7                                            | 12 september 2023                            | Zwitserland – Andorra                        | 3 – 0                                        | Kwalificatie EK 2024                         |                                              |
| 8                                            | 15 oktober 2023                              | Zwitserland – Wit-Rusland                    | 3 – 3                                        | Kwalificatie EK 2024                         | 90'                                          |
| 9                                            | 15 november 2023                             | Israël – Zwitserland                         | 1 – 1                                        | Kwalificatie EK 2024                         |                                              |
| 10                                           | 18 november 2023                             | Zwitserland – Kosovo                         | 1 – 1                                        | Kwalificatie EK 2024                         |                                              |
| 11                                           | 21 november 2023                             | Roemenië – Zwitserland                       | 1 – 0                                        | Kwalificatie EK 2024                         |                                              |
| 12                                           | 23 maart 2024                                | Denemarken – Zwitserland                     | 0 – 0                                        | Vriendschappelijk                            |                                              |
| 13                                           | 26 maart 2024                                | Ierland – Zwitserland                        | 0 – 1                                        | Vriendschappelijk                            |                                              |
| 14                                           | 4 juni 2024                                  | Zwitserland – Estland                        | 4 – 0                                        | Vriendschappelijk                            | 47'                                          |
| 15                                           | 8 juni 2024                                  | Zwitserland – Oostenrijk                     | 1 – 1                                        | Vriendschappelijk                            |                                              |
| 16                                           | 15 juni 2024                                 | Hongarije – Zwitserland                      | 1 – 3                                        | EK 2024                                      |                                              |
| 17                                           | 19 juni 2024                                 | Schotland – Hongarije                        | 1 – 1                                        | EK 2024                                      |                                              |
| 18                                           | 23 juni 2024                                 | Zwitserland – Duitsland                      | 1 – 1                                        | EK 2024                                      |                                              |
| 19                                           | 6 juli 2024                                  | Engeland – Zwitserland                       | 1 – 1 n.v. (5–3 pen.)                        | EK 2024                                      |                                              |
| 6                                            | Als speler van SL Benfica                    | Als speler van SL Benfica                    | Als speler van SL Benfica                    | Als speler van SL Benfica                    | 3                                            |
| 20                                           | 5 september 2024                             | Denemarken – Zwitserland                     | 2 – 0                                        | UEFA Nations League 2024/25                  |                                              |
| 21                                           | 8 september 2024                             | Zwitserland – Spanje                         | 1 – 4                                        | UEFA Nations League 2024/25                  | 41'                                          |
| 22                                           | 12 oktober 2024                              | Servië – Zwitserland                         | 2 – 0                                        | UEFA Nations League 2024/25                  |                                              |
| 23                                           | 15 oktober 2024                              | Zwitserland – Denemarken                     | 2 – 2                                        | UEFA Nations League 2024/25                  | 45+1'                                        |
| 24                                           | 15 november 2024                             | Zwitserland – Servië                         | 1 – 1                                        | UEFA Nations League 2024/25                  | 78'                                          |
| 25                                           | 18 november 2024                             | Spanje – Zwitserland                         | 3 – 2                                        | UEFA Nations League 2024/25                  |                                              |

Bijgewerkt t/m 5 mei 2025.

## Erelijst
SL Benfica
- Taça da Liga: 2024/25

Persoonlijk
- Topscorer UEFA Europa Conference League: 2022/23